# Ролинг Филдс (Кентаки)
Ролинг Филдс (енгл. Rolling Fields) град је у америчкој савезној држави Кентаки.

## Демографија
По попису из 2010. године број становника је 646, што је 2 (-0,3%) становника мање него 2000. године.
| Група             | 2000.       | 2010.       |
| Белци             | 639 (98,6%) | 638 (98,8%) |
| Афроамериканци    | 1 (0,2%)    | 4 (0,6%)    |
| Азијати           | 1 (0,2%)    | 1 (0,2%)    |
| Хиспаноамериканци | 3 (0,5%)    | 1 (0,2%)    |
| Укупно            | 648         | 646         |